# 諸咎
諸咎（？—前375年），戰國時期越國国王越王翳之太子。翳三十三年（前378年），越国衰落从琅琊遷都到吳（今江蘇蘇州），越国衰落。翳三十六年（前375年），越王的弟弟豫谋夺王位，連續謀害翳的三個王子。豫鼓动哥哥除掉太子諸咎，越王未听。七月，諸咎担心自己被害，率領軍隊趕走了豫，又包圍王宮，殺害越王翳。越王翳臨死竟說後悔不聽豫的話殺死諸咎，渾然不知因何而亡。十月，越國人殺死太子諸咎，越國陷入內亂。吳人擁立錯枝為王。過明年，越國大夫寺區平定內亂，擁立無余之為越王。《莊子》所說的「越人三世弒其君」即指此事。

## 家庭
父親
- 越王翳

叔父
- 豫